# Brian Orser
Brian Ernest Orser (Belleville (Ontario), Canadá; 18 de diciembre de 1961) es un expatinador sobre hielo canadiense. Fue medallista de plata en los Juegos Olímpicos de 1984 y 1988, campeón mundial en 1987 y campeón nacional canadiense en ocho ocasiones (1981-1988). Tras la temporada 1987-1988, inició su carrera como patinador profesional y participó en el espectáculo Starts on Ice durante casi veinte años. Fue entrenador de la campeona olímpica Kim Yuna, del bicampeón olímpico de Oro Yuzuru Hanyu y del heptacampeón de Europa, doble campeón mundial y medallista de bronce olímpico, Javier Fernández López. Es el director de patinaje  en el club de cricket, patinaje y curling de Toronto. Es Oficial de la Orden de Canadá desde 1988.

## Biografía
Brian Orser nació en 1961 en Belleville y creció en Penetanguishene, ambas localidades del estado canadiense de Ontario. Empezó a patinar desde muy joven. Aunque al principio jugaba al hockey sobre hielo, a los seis años se decantó por el patinaje artístico tras actuar en un carnaval organizado por su club de patinaje. A los nueve años comenzó a trabajar con Doug Leigh, quien fue su entrenador durante toda su carrera competitiva, hasta 1988. Desde entonces, sus actividades profesionales se han centrado en el patinaje, como patinador profesional en espectáculos, películas y competiciones, coreógrafo y entrenador. En 1998, hizo pública su homosexualidad durante una disputa legal con su expareja. Al principio temió que la revelación iba a dañar su carrera, pero recibió amplio apoyo por parte de otros patinadores y su público. Desde 2008 mantiene una relación con  Rajesh Tiwari, director de la Fundación Brian Orser para reunir fondos para la lucha contra el SIDA.

### Carrera competitiva
Orser ganó su primer título nacional de patinaje artístico sobre hielo en la categoría Novatos en 1977. La temporada siguiente representó a Canadá en el Campeonato Mundial Júnior y quedó cuarto, por detrás de su futuro rival Brian Boitano. En 1979 se proclamó campeón nacional en categoría Júnior, donde realizó un axel triple, la segunda vez que un patinador ejecutaba este salto en una competición; en la temporada siguiente empezó a competir como Sénior. Ganó la medalla de bronce en su primera competición internacional en esta categoría, La Copa de Viena y se clasificó cuarto en el Campeonato Nacional, la última vez que quedó fuera del podio en esta competición.
En la temporada 1981-1982 ganó la medalla de plata en el Trofeo Nebelhorn, fue sexto en Skate Canada y obtuvo el título nacional Sénior, el primero de ocho. En su primera aparición en el Campeonato Mundial  terminó en la sexta posición. En la temporada siguiente ganó una medalla en Skate Canada y ascendió a la cuarta plaza en el Campeonato Mundial de 1982. En 1983 obtuvo el bronce en el campeonato mundial.
Participó en los Juegos Olímpicos de Invierno de 1984, celebrados en Sarajevo. Realizó el primer axel triple en unas olimpíadas y ganó tanto el programa corto como el programa libre, pero terminó con la medalla de plata,por detrás de Scott Hamilton por un mal resultado en la fase de figuras obligatorias. En el Campeonato Mundial de 1984 terminó de nuevo segundo.
En la temporada 1984-1985, tras la retirada de Hamilton del deporte de competición, Orser era el favorito para el título mundial, pero no tuvo una buena actuación y acabó por detrás de Aleksandr Fadéyev, que también ejecutó un axel triple. Orser se proclamó campeón mundial en el Campeonato de 1987, donde efectuó tres axel triples, uno en el programa corto, y dos en el programa libre.
En los Juegos Olímpicos de Calgary, el principal rival de Brian Orser era Brian Boitano, campeón del mundo en 1986, pero que no había logrado vencer a Orser desde entonces. Orser fue el abanderado de Canadá en la ceremonia de apertura de los juegos. Orser obtuvo el tercer puesto en la fase de figuras y el primer puesto en el programa corto. En el programa libre patinó casi perfectamente, excepto por un aterrizaje defectuoso en un salto; Brian Boitano ganó por una décima de punto y obtuvo la medalla de oro. Esta competición pasó a la historia del patinaje artístico como «La batalla de los Brians». El resultado afectó profundamente a Orser, por no lograr ganar una medalla de oro en los Juegos Olímpicos organizados por su país, y se negó durante años a ver su actuación en el  programa libre. En el Campeonato Mundial de  1988 ganó el programa libre, pero quedó segundo en la clasificación final. Al final de la temporada, decidió dedicarse al patinaje profesional.

### Carrera en el patinaje profesional
Orser empezó a patinar con la compañía de patinaje sobre hielo Stars on Ice en 1988, al poco tiempo de dar por terminada su carrera en el patinaje de competición. Participó en sus espectáculos en trece ocasiones, hasta 2007. También tomó parte en programas de televisión sobre patinaje y participó en varias competiciones profesionales de patinaje.
Orser actuó en la película alemana de 1990 Carmen on Ice,  junto con  Brian Boitano y Katarina Witt. La película es una representación de patinaje sobre hielo inspirada en la ópera Carmen. Orser desempeñó el papel de Escamillo y ganó un Emmy por su actuación cuando la película se transmitió por la cadena de televisión HBO.

### Carrera como entrenador

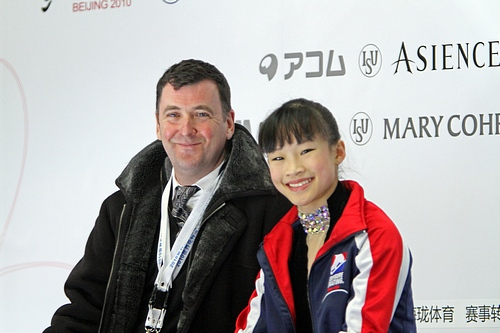
Orser con su alumna Christina Gao en 2010.

Brian Orser inició su carrera como entrenador en 2005, cuando le ofrecieron el puesto de codirector de la escuela de patinaje de la asociación deportiva  Toronto Cricket Skating and Curling Club. A partir de 2007 se dedicó a la enseñanza del patinaje a tiempo completo. Entre sus alumnos se cuentan el campeón de Canadá Nam Nguyen, Elizabet Tursynbayeva, campeona de Kazajistán, la campeona de Georgia y medallista de bronce de Europa Elene Gedevanishvili, el campeón de Estados Unidos y de los Cuatro Continentes Adam Rippon y cuatro medallistas olímpicos, el español Javier Fernández López, el japonés Yuzuru Hanyu, los surcoreanos Kim Yu-Na y Cha Jun-hwan y su nueva pupila Yevguéniya Medvédeva.

## Premios y reconocimientos
En 1985, Orser fue nombrado Miembro de la Orden de Canadá y ascendido a Oficial de la misma orden en 1988. Orser pertenece a los siguientes salones de la fama:
- Salón de la Fama del Deporte Canadiense (1989).
- Salón de la Fama Olímpico de Canadá (1995).
- Salón de la Fama del Deporte de Midland, Ontario (1998).
- Salón de la Fama del Deporte de Penetanguishene (2003).
- Salón de la Fama Mundial del Patinaje Artístico (2009).[15]
- Salón de la Fama del Deporte de Ontario (2012).[16]